# Список минцмейстеров Российской империи
Знаки минцмейстеров, работавших на Московском монетном дворе
| Знак                  | Ф. И. О.                                                                    | Годы работы |
| --------------------- | --------------------------------------------------------------------------- | ----------- |
| ILL, IL, ИЛ, LL, L, I | lohann Luvis LANG (Иоганн Лювис ЛАНГ — в русской интерпретации Иван ЛАНГ)   | 1707-1719   |
| DL                    | Diterik LEEFFKIEN (Дитерик ЛЕФКЕН — в русской интерпретации Тимофей ЛЕВКИН) | 1711—1713   |
| А                     | неизвестен, возможно АФАНАСЬЕВ                                              | 1751        |
| I Ш                   | Илья ШАГИН                                                                  | 1752—1753   |
| EI, I, E              | Егор ИВАНОВ                                                                 | 1752—1770   |
| I П                   | Иван ПЛАВИЛЬЩИКОВ                                                           | 1753—1754   |
| МБ                    | Михаил БОБРОВШИКОВ                                                          | 1754—1757   |
| ДМ                    | Данила МОЧАЛКИН                                                             | 1762 и 1770 |
| АШ                    | Алексей ШНЕЗЕ                                                               | 1766 и 1768 |
| СА                    | Степан АФАНАСЬЕВ                                                            | 1774—1775   |

Знаки минцмейстеров, работавших на Петербургском монетном дворе
| Знак   | Ф. И. О.                     | Годы работы                |
| ------ | ---------------------------- | -------------------------- |
| IM     | Иван МАРКОВ                  | 1751—1757                  |
| ЯI, ЯИ | Яков ИВАНОВ                  | 1752—1766                  |
| НК     | Назар КУТУЗОВ                | 1758—1763                  |
| СА     | Степан АФАНАСЬЕВ             | 1764—1770                  |
| АШ     | Алексей ШНЕЗЕ                | 1766—1772                  |
| EI     | Егор ИВАНОВ                  | 1767—1768                  |
| ЯЧ     | Яков ЧЕРНЫШЕВ Федор ЛЕСНИКОВ | 1770—1776, 1773—1779       |
| ИЗ     | Иван ЗАЙЦЕВ                  | 1780—1783                  |
| АГ     | Авраам ГОЦИУС                | 1781                       |
| ММ     | Михаил МИХАЙЛОВ              | 1783—1784                  |
| ЯА     | Яков АФАНАСЬЕВ               | 1785—1793                  |
| АК     | Андрей КОЦБЕРГ               | 1793—1795                  |
| IC     | Иван САБЕЛЬНИКОВ             | 1795—1796                  |
| ГЛ     | Григорий ЛЬВОВ               | 1797                       |
| ФЦ     | Федор ЦЕТРЕУС                | 1797—1801                  |
| МБ     | Михаил БОБРОВЩИКОВ           | 1798—1800                  |
| ОМ     | Осип МЕЙДЖЕР                 | 1798—1801                  |
| АИ     | Алексей ИВАНОВ               | 1799—1800                  |
| АИ, AI | Александр ИВАНОВ             | 1801—1803                  |
| ФГ     | Федор ГЕЛЬМАН                | 1803—1817                  |
| ХЛ     | Христофор ЛЕО                | 1803—1805                  |
| МК     | Михаил КЛЕЙНЕР               | 1808—1811                  |
| МФ     | Михаил ФЕДОРОВ               | 1812—1822                  |
| ПС, СП | Павел СТУПИЦЫН               | 1810—1825                  |
| ПД     | Павел ДАНИЛОВ                | 1820—1838                  |
| НГ     | Николай ГРАЧЕВ               | 1825—1841                  |
| АЧ     | Алексей ЧАДОВ                | 1839—1843                  |
| КБ     | Константин БУТЕНЕВ           | 1844—1845                  |
| АГ     | Александр ГЕРТОВ             | 1846—1857                  |
| ПА     | Павел АЛЕКСЕЕВ               | 1846—1852                  |
| HI     | Николай ИОССА                | 1848, 1852—1855, 1866—1878 |
| ФБ     | Федор БЛЮМ                   | 1856—1861                  |
| ПФ     | Павел ФОЛЛЕНДОРФ             | 1858—1862                  |
| МИ     | Михаил ИВАНОВ                | 1861—1863                  |
| АБ     | Александр БЕЛОЗЕРОВ          | 1863                       |
| АС     | Аггей СВЕЧИН                 | 1864—1865                  |
| НФ     | Николай ФОЛЛЕНДОРФ           | 1864—1866, 1877—1882       |
| СШ     | Сергей ШОСТАК                | 1865—1866                  |
| ДС     | Дмитрий САБАНЕЕВ             | 1882—1883                  |
| АГ     | Аполлон ГРАСГОФ              | 1883—1899                  |
| ФЗ     | Феликс ЗАЛЕМАН               | 1899—1901                  |
| АР     | Александр РЕДЬКО             | 1901—1905                  |
| ЭБ     | Эликум БАБАЯНЦ               | 1899, 1906—1913            |
| ВС     | Виктор СМИРНОВ               | 1912—1917                  |

Знаки минцмейстеров, работавших на Екатеринбургском монетном дворе
| Знак | Ф. И. О.                | Годы работы |
| ---- | ----------------------- | ----------- |
| НМ   | Николай МУНДТ           | 1810—1821   |
| ИФ   | Иван ФЕЛЬКНЕР[уточнить] | 1811        |
| ФГ   | Франц ГЕРМАН            | 1818—1823   |
| ПГ   | Петр ГРАММАТЧИКОВ       | 1823—1825   |
| ИШ   | Иван ШЕВКУНОВ           | 1825        |
| ИК   | Иван КОЛОБОВ            | 1825—1830   |
| ФХ   | Федор ХВОЩИНСКИЙ        | 1830—1837   |
| КГ   | Константин ТОМСОН       | 1837        |
| НА   | Николай АЛЕКСЕЕВ        | 1837—1839   |

Знаки минцмейстеров, работавших на Сузунском монетном дворе
Помещены на монетах, имеющих обозначение «КМ» («колыванская монета» или «колыванская медь»).
| Знак | Ф. И. О.          | Годы работы |
| ---- | ----------------- | ----------- |
| ПБ   | Петр БЕРЕЗОВСКИЙ  | 1810—1811   |
| AM   | Алексей МАЛЕЕВ    | 1812—1817   |
| ДБ   | Дмитрий БИХТОВ    | 1817—1818   |
| АД   | Александр ДЕЙХМАН | 1818—1821   |
| AM   | Андрей МЕВИУС     | 1821—1830   |

Знаки минцмейстеров, работавших на Колпинском монетном дворе
Помещены на монетах, имеющих обозначение монетного двора «ИМ» («ижорская монета»), а знак М. Клейнера — ещё и на 2-копеечнике 1810 г. с обозначением монетного двора «КМ» («колпинская монета»).
| Знак   | Ф. И. О.       | Годы работы |
| ------ | -------------- | ----------- |
| ФГ     | Федор ГЕЛЬМАН  | 1810        |
| МК     | Михаил КЛЕЙНЕР | 1810—1811   |
| ПС, СП | Павел СТУПИЦЫН | 1811—1814   |
| ЯВ     | Яков ВИЛЬСОН   | 1820—1821   |

Знаки минцмейстеров, работавших на Тифлисском монетном дворе:
| Знак | Ф. И. О.           | Годы работы          |
| ---- | ------------------ | -------------------- |
| ПЗ   | Петр ЗАЙЦЕВ        | 1804—1806            |
| АК   | Алексей КАРПИНСКИЙ | 1806—1809, 1822—1824 |
| AT   | Александр ТРИФОНОВ | 1810—1822, 1826—1831 |
| ВК   | Василий КЛЕЙМЕНОВ  | 1831—1833            |

Знаки минцмейстеров, работавших на Варшавском монетном дворе
| Знак | Ф. И. О.                          | Годы работы |
| ---- | --------------------------------- | ----------- |
| IB   | Jacub BENIK (Яков БЕНИК)          | 1816—1827   |
| FH   | Fryderyk HUNGER (Фридерик ГУНГЕР) | 1827—1832   |
| КG   | Karol GRONAU (Кароль ГРОНАУ)      | 1830—1834   |
| IP   | Jerzy PUSZ (Ежи ПУШ)              | 1834—1835   |

Знаки минцмейстеров помещались под гербом, на хвосте и на лапе гербового орла, под датой, на гурте монеты и т. д.
Знаки директоров Гельсингфорсского монетного двора
| Знак | Ф. И. О.                        | Годы работы |
| ---- | ------------------------------- | ----------- |
| S    | SOLDAN (Август Фридрих СОЛЬДАН) | 1864—1882   |
| L    | LIHR (Конрад ЛИР)               | 1889—1911   |
| S    | SUNDELL (Исаак СУНДЕЛЬ)         | 1912—1917   |

Знаки директоров Гельсингфорсского монетного двора помещались на золотых и серебряных монетах для Финляндии под гербом.